# Juliette Lewis
Juliette Lewis (født 21. juni 1973 i Los Angeles i Californien) er en Oscar-nomineret amerikansk skuespillerinde og musiker, bedst kendt for sine roller i Natural Born Killers (1994) og From Dusk Till Dawn (1996). 

## Biografi

### Tidlige liv
Hendes far er skuespilleren Geoffrey Lewis, og hendes mor ved navn Glenis Batley (født Duggan), er en grafisk designer. De blev skilt da Lewis var 2 år gammel. Hun voksede også op sammen med sin bror Lightfield, og hendes onkel var den tidligere komponist Peter Tod Lewis. Lewis ville gerne være skuespiller siden hun var seks år gammel, og fik sin første rolle på TV i en alder af tolv år. 

### Karriere
Hun har til dato optrådt i over fyrre film og TV-film. Lewis blev nomineret til en Oscar-pris i 1991 for filmen Cape Fear. Hun blev nomineret til en Emmy-pris i 2001 for sin optræden i My Louisiana Sky.
Lewis har også en karriere inden for musik, da hun er forsanger i et band kaldet Juliette and the Licks, som har udgivet en række indspilninger. Hun arbejder tit sammen med rock sangskriveren Linda Perry, blandt andre. Hun har også samarbejdet med The Prodigy og synger på albummet Always Outnumbered, Never Outgunned numrene "Spitfire", "Get Up Get Off" og "Hot Ride". 

### Personlige liv
Hun var kæreste med skuespilleren Brad Pitt i flere år, og medvirkede sammen med ham i filmene Kalifornia og Too Young to Die?. Hun har også været kæreste med musikerne Kurt Cobain og Courtney Loves, gode ven, Michael Dewitt. Lewis søster, Brandy, er gift med My Name Is Earl stjernen Ethan Suplee. Lewis havde en gæsteoptræden i My Name Is Earl i 2006.

## Filmografi
- 1987 – I Married Dora (TV series)
- 1987 – Home Fires TV)
- 1988 – My Stepmother Is an Alien
- 1989 – Fars fede juleferie
- 1989 – Meet the Hollowheads
- 1989 – The Runnin' Kind
- 1990 – A Family for Joe (TV series)
- 1990 – Too Young to Die? (1990)
- 1991 – Cape Fear
- 1991 – Crooked Hearts
- 1992 – That Night
- 1992 – Husbands and Wives
- 1993 – What's Eating Gilbert Grape
- 1993 – Romeo Is Bleeding
- 1993 – Kalifornia
- 1994 – Mixed Nuts
- 1994 – Natural Born Killers
- 1995 – Strange Days
- 1995 – The Basketball Diaries
- 1996 – The Evening Star
- 1996 – From Dusk Till Dawn
- 1996 – The Audition
- 1998 – Some Girl
- 1999 – The Other Sister – Carla Tate
- 1999 – The 4th floor
- 2000 – Room to Rent
- 2000 – The Way of the Gun
- 2001 – Picture Claire
- 2001 – My Louisiana Sky (TV)
- 2001 – Gaudi Afternoon
- 2002 – Enough
- 2002 – Armitage: Dual Matrix (V)
- 2002 – Hysterical Blindness (TV)
- 2003 – Cold Creek Manor
- 2003 – Free for All (TV series)
- 2003 – Old School
- 2004 – Blueberry
- 2004 – Starsky & Hutch
- 2004 – Chasing Freedom (TV)
- 2005 – Daltry Calhoun
- 2005 – The Darwin Awards
- 2005 – Lightfield's Home Videos
- 2005 – Aurora Borealis
- 2005 – Grilled
- 2006 – My Name Is Earl "The Bounty Hunter" episode
- 2007 – Catch and Release

## Diskografi
- 2004: ... Like a Bolt Of Lightning
- 2005: You're Speaking My Language
- 2006: Four On The Floor